# Liste over personer som er begravet i Panthéon

## Personer som er begravet iPanthéon
| Navn                                            | Født | Død  | Begravet | Krypt         | Erhverv       | Kommentar | Billede |
| ----------------------------------------------- | ---- | ---- | -------- | ------------- | ------------- | --- | ------- |
| Jean-Baptiste Baudin                            | 1811 | 1851 | 1889     | XXIII         | Politiker     | Døde på republikanernes barrikade for at protestere mod kuppet mod Louis Napoleon Bonaparte. Han blev et symbol for republikanerne som sloges mod det nye regime. |         |
| François Barthélemy Beguinot                    | 1747 | 1808 | 1808     | V             | Militær       | General og greve. |         |
| Marcellin Berthelot                             | 1827 | 1907 | 1907     | XXV           | Videnskab     | Kemiker og politiker |         |
| Sophie Berthelot                                | 1837 | 1907 | 1907     | XXV           | Videnskab     | |         |
| Jean-Baptiste-Pierre Bevière                    | 1723 | 1807 | 1807     | V             | Politiker     | |         |
| Louis Antoine de Bougainville                   | 1729 | 1811 | 1811     | III           | Navigatør     | Navigatør |         |
| Louis Braille                                   | 1809 | 1852 | 1952     | XXV           | Videnskab     | Professor og opfinder af skriftsystem for blinde. Gravlagt i Panthéon på hundredårsdagen efter dødsfaldet. |         |
| Pierre Brossolette                              | 1903 | 1944 | 2015     |               | Modstandsmand | Journalist og politiker. |         |
| Pierre Jean Georges Cabanis                     | 1757 | 1808 | 1808     | V             | Medicin       | Læge, poet og filosof. |         |
| Giovanni Battista Caprara                       | 1733 | 1810 | 1810     | III           | Religiøs      | Kardinal. Greve af Monte Cucolli, pavelig legat til Paris. Forhandler af konkordatet i 1801. |         |
| Lazare Nicolas Marguerite Carnot                | 1753 | 1823 | 1889     | XXIII         | Videnskab     | Var med til at organisere hæren i år II. Gravlagt i Panthéon på hundredårsdagen for den franske revolution. |         |
| Marie François Sadi Carnot                      | 1837 | 1894 | 1894     | XXIII         | Politiker     | Fransk præsident 1887-1894, myrdet af en anarkist. Han hviler i nærheden af sin bedstefar Lazare Carnot. |         |
| René Cassin                                     | 1887 | 1976 | 1987     | VI            | Modstandsmand | Jurist, diplomat, politiker, modstandsmand. Han blev tildelt Nobels fredspris i 1968 for sit arbejde med Menneskerettighedserklæringen. |         |
| Auguste Jean-Gabriel de Caulaincourt            | 1741 | 1808 | 1812     | V             | Militær       | Officer og far til to generaler i det Første franske kejserrige. |         |
| Antoine-César de Choiseul-Praslin               | 1756 | 1808 | 1808     | V             | Militær       | General, senator. |         |
| Charles Pierre Claret de Fleurieu               | 1738 | 1810 | 1810     | III           | Politiker     | Sømand og politiker, kaptajn på skib, havne- og marineleder, minister for Søforsvaret, guvernør til Ludvig XVII af Frankrig. |         |
| Nicolas de Condorcet                            | 1743 | 1794 | 1989     | VII           | Politiker     | Filosof, matematiker og politiker. Begravet under markeringen af jubilæet for revolutionen. |         |
| Hyacinthe-Hughes Timoléon de Cossé-Brissac      | 1746 | 1813 | 1813     | II            | Militær       | |         |
| Emmanuel Crétet                                 | 1747 | 1809 | 1809     | III           | Politiker     | Vejdirektør. Byggede veje og kanaler herunder Canal de l'Ourcq (96,6 km som førte drikkevand til Paris). |         |
| Marie Curie                                     | 1867 | 1934 | 1995     | VIII          | Videnskab     | Fysiker, Nobelprisen i fysik i 1903, og Nobelprisen i kemi i 1911. |         |
| Pierre Curie                                    | 1859 | 1906 | 1995     | VIII          | Videnskab     | Fysiker, Nobelprisen i fysik i 1903. |         |
| Jean-Nicolas Démeunier                          | 1751 | 1814 | 1814     | II            | Politiker     | |         |
| Jean Marie Pierre Dorsenne                      | 1773 | 1812 | 1812     | II            | Militær       | General. |         |
| Alexandre Dumas                                 | 1802 | 1870 | 2002     | XXIV          | Forfatter     | |         |
| Girolamo-Luigi Durazzo                          | 1739 | 1809 | 1809     | V             | Politiker     | Urnen indeholder hans hjerte. |         |
| Félix Éboué                                     | 1894 | 1944 | 1949     | XXVI          | Politiker     | Født i Cayenne Fransk Guyana, koloniadministrator i forskellige dele af (og senere hele) Fransk Ekvatorial-Afrika. Éboué var afgørende i at skaffe tchadisk støtte til Charles de Gaulles Frie franske styrker i 1940 under 2. verdenskrig, hvilket som førte til at Ekvatorial-Afrika sluttede sig til de Gaulles fraktion. Første afrikaner som er gravlagt i Panthéon. |         |
| Léon Gambetta                                   | 1838 | 1882 | 1920     | inngangstrapp | Politiker     | Urnen indeholder hans hjerte. |         |
| Pierre Garnier de Laboissière                   | 1755 | 1809 | 1809     | III           | Militær       | General i kavaleriet, senator og greve i det Første franske kejserrige. |         |
| Henri Grégoire                                  | 1750 | 1831 | 1989     | VII           | Religiøs      | Gejstlig, senator og greve i det Første franske kejserrige. Han var tilhænger af tildeling af fransk statsborgerskab for jøder og afskaffelsen af slaveriet. Begravet under markeringen af jubilæet for den franske revolution. |         |
| Geneviève de Gaulle-Anthonioz                   | 1920 | 2002 | 2015     |               | Modstandsmand | Journalist og politiker. |         |
| Victor Hugo                                     | 1802 | 1885 | 1885     | XXIV          | Forfatter     | Forfatter af Les Misérables og Notre Dame de Paris, etc. |         |
| Alexandre-Antoine Hureau de Sénarmont           | 1769 | 1811 | 1811     | II            | Militær       | Artillerist, baron i det Første franske kejserrige. Urnen indeholder hans hjerte. |         |
| Jean-Ignace Jacqueminot                         | 1758 | 1813 | 1813     | II            | Advokat       | Advokat og greve i det Første franske kejserrige. |         |
| Jean Jaurès                                     | 1859 | 1914 | 1924     | XXVI          | Politiker     | Socialistisk politiker. Myrdet lige før den første verdenskrig. |         |
| Charles Erskine de Kellie                       | 1739 | 1811 | 1811     | III           | Religiøs      | Kardinal som ikke blev ordineret. |         |
| Joseph-Louis Lagrange                           | 1736 | 1813 | 1813     | II            | Matematiker   | Matematiker |         |
| Paul Langevin                                   | 1872 | 1946 | 1948     | XXV           | Videnskab     | Fysiker. |         |
| Jean Lannes                                     | 1769 | 1810 | 1810     | XXII          | Militær       | Feltmarskal. Berømt for tapperhed, var med i alle kampe i Italien, blev såret i slaget ved Aspern-Essing. Kejseren blev stærkt berørt. |         |
| Claude-Juste-Alexandre Legrand                  | 1762 | 1815 | 1815     | II            | Militær       | General, udmærkede sig i slaget ved Austerlitz. |         |
| Jean-Pierre Firmin Malher                       | 1761 | 1808 | 1808     | V             | Militær       | General som udmærkede sig i den italienske kampagne. Urnen indeholder hans hjerte. |         |
| André Malraux                                   | 1901 | 1976 | 1996     | VI            | Forfatter     | Modstandsmand, forfatter og kulturminister under Charles de Gaulle. |         |
| François Séverin Marceau                        | 1769 | 1796 | 1889     | XXIII         | Militær       | General. Kun dele af kroppen er begravet. Begravet under markeringen af hundredårsdagen for den franske revolution. |         |
| Gaspard Monge                                   | 1746 | 1818 | 1989     | VII           | Matematiker   | Matematiker. Opfandt den deskriptive geometri. Grundlægger af École Polytechnique. Begravet under markeringen af jubilæet for den franske revolutionen. |         |
| Jean Monnet                                     | 1888 | 1979 | 1988     | VI            | Økonom        | Økonom, regnes af mange som arkitekten bag det forenede Europa. Gravlagt i Panthéon 100 år efter hans fødsel. |         |
| Justin Bonafenture Morard de Galles             | 1761 | 1809 | 1809     | III           | Militær       | Admiral, senator i det Første franske kejserrige. Urnen indeholder hans hjerte. |         |
| Jean Moulin                                     | 1899 | 1943 | 1964     | VI            | Modstandsmand | Chef for modstandsstyrkerne under anden verdenskrig. |         |
| Michel Ordener                                  | 1755 | 1811 | 1811     | II            | Militær       | General som udmærkede sig i slaget ved Austerlitz. |         |
| Paul Painlevé                                   | 1863 | 1933 | 1933     | XXV           | Matematiker   | Matematiker og politiker. |         |
| Jean-Baptiste Papin                             | 1756 | 1809 | 1809     | V             | Politiker     | Politiker og jurist. |         |
| Jean-Frédéric Perregaux                         | 1744 | 1808 | 1808     | IV            | Finans        | Administrerende direktør for Banque de France. Protestant som de andre der hviler i krypt IV |         |
| Jean Perrin                                     | 1870 | 1942 | 1948     | XXV           | Videnskab     | Fysiker. |         |
| Claude-Louis Petiet                             | 1749 | 1806 | 1806     | V             | Politiker     | |         |
| Jean-Étienne-Marie Portalis                     | 1746 | 1807 | 1807     | V             | Politiker     | Politiker specialist i religiøse spørgsmål. Kendt for begrebet tolerance og anerkendte rettigheder til protestanter. |         |
| Claude Ambroise Régnier                         | 1746 | 1814 | 1814     | II            | Jurist        | Højesterettsjustitiarius |         |
| Louis-Pierre-Pantaléon Resnier                  | 1759 | 1807 | 1807     | V             | Politiker     | Politiker |         |
| Jean-Louis-Ébénézer Reynier                     | 1771 | 1814 | 1814     | IV            | Militær       | General. |         |
| Jean Rousseau                                   | 1738 | 1813 | 1813     | II            | Politiker     | |         |
| Jean-Jacques Rousseau                           | 1712 | 1778 | 1794     | Entré         | Forfatter     | Filosof og forfatter. |         |
| Louis Charles Vincent Le Blond de Saint-Hilaire | 1766 | 1809 | 1810     | III           | Militær       | General i slaget ved Aspern-Essing og greve i det Første franske kejserrige. |         |
| Victor Schœlcher                                | 1804 | 1893 | 1949     | XXVI          | Politiker     | Politiker, frontfigur i kampen mot slaveriet. |         |
| Jean-Pierre Sers                                | 1746 | 1809 | 1809     | III           | Politiker     | |         |
| Nicolas Marie Songis des Courbons               | 1761 | 1811 | 1811     | III           | Militær       | General, artilleriinspektør og greve i det Første franske kejserrige. |         |
| Jacques-Germain Soufflot                        | 1713 | 1780 | 1829     | Entré         | Arkitekt      | Arkitekt for Panthéon. |         |
| Antoine-Jean-Marie Thévenard                    | 1733 | 1815 | 1815     | II            | Militær       | Viceadmiral, senator og greve i det Første franske kejserrige. |         |
| Germaine Tillion                                | 1907 | 2008 | 2015     |               | Modstandsmand | Modstandsperson. |         |
| Théophile-Malo de La Tour d'Auvergne-Corret     | 1743 | 1800 | 1889     | XXIII         | Militær       | Soldat, «første grenader i republikken». Begravet under markeringen af hundredårsdagen for den franske revolutionen. |         |
| Jean-Baptiste Treilhard                         | 1742 | 1810 | 1810     | III           | Advokat       | Advokat. Hovedperson i udarbejdelse af den nye straffelov og straffeproceslov. |         |
| François Denis Tronchet                         | 1749 | 1806 | 1806     | V             | Politiker     | Politiker og jurist. |         |
| Joseph-Marie Vien                               | 1716 | 1809 | 1809     | III           | Maler         | Hofmaler fra 1789. |         |
| Ippolito-Antonio Vincenti-Mareri                | 1738 | 1811 | 1811     | III           | Religiøs      | Biskop |         |
| Justin de Viry                                  | 1737 | 1813 | 1813     | II            | Politiker     | Præfekt for departementet Lys), senator og greve i det Første franske kejserrige. |         |
| Voltaire                                        | 1694 | 1778 | 1791     | Entré         | Forfatter     | Filosof og forfatter. |         |
| Frédéric Henri Walther                          | 1761 | 1813 | 1813     | IV            | Militær       | General som blev berømt for at have deltaget i alle Napoleons kampagner, greve i. Protestant som alle andre son hviler i krypt IV. |         |
| Jean-Guillaume de Winter                        | 1761 | 1812 | 1812     | IV            | Militær       | Admiral og greve i det Første franske kejserrige. Protestant som alle andre son hviler i krypt IV. |         |
| Jean Zay                                        | 1904 | 1944 | 2015     |               | Politiker     | Minister under Folkefronten. |         |
| Émile Zola                                      | 1840 | 1902 | 1908     | XXIV          | Forfatter     | Forfatter. |         |

## Personer som er fjernet fraPanthéon

### Fjernet
Nogle personer begravet i Panthéon blev senere ekskluderet på grund af uværdighed afsløret efter deres død eller historiske omvæltninger.
- Honoré Gabriel Riqueti Mirabeau, han døde brat i 1791, fik en storslået statsbegravelse og blev den første som blev stedt til hvile i Panthéon den 4. april 1791. I 1793 blev det afsløret, af hans breve, at han under revolutionen havde været kongelig agent. Han blev fjernet fra Panthéon og hans aske blev smidt i kloakken.
- Louis-Michel Le Peletier de Saint-Fargeau, blev gravlagt i 1793 men fjernet af familien den 14. februar 1795.
- Jean-Paul Marat Gravlagt 1793 stemningen vendte og liget blev fjernet i 1795.
- Louis-Joseph-Charles-Amable d'Albert, Gravlagt i 1807

### Forsvundet
- Nicolas-Joseph Beaurepaire, Gravlagt i 1792
- Auguste Marie Henri Picot de Dampierre, Gravlagt i 1793